# Rozłazino (województwo zachodniopomorskie)
Rozłazino (niem. Heinrichshain) – osada śródleśna w Polsce położona w województwie zachodniopomorskim, w powiecie białogardzkim, w gminie Tychowo. Według danych na dzień 31 grudnia 2013 roku osada nie miała stałych mieszkańców.
W latach 1975–1998 osada należała do województwa koszalińskiego. Osada wchodzi w skład sołectwa Borzysław.
Osada leży ok. 5 km na zachód od Borzysławia, ok. 1 km na południe od drogi wojewódzkiej nr 169.